# 勝又恒一郎
勝又 恒一郎（かつまた こういちろう、1962年12月11日 - ）は、日本の政治家。元衆議院議員（1期）、元神奈川県議会議員（3期）。

## 略歴
- 1985年3月 - 埼玉大学経済学部卒業
- 1985年4月 - 住友銀行入行
- 1987年4月 - 松下政経塾入塾（8期生）
- 1991年4月-　神奈川県議会議員選挙に旭区選挙区から出馬(無所属)し、落選
- 1995年3月 - 横浜国立大学大学院経済学研究科修士課程修了
- 1995年4月 - 神奈川県議会議員選挙に旭区選挙区から立候補（新党さきがけ）し、当選
- 1999年4月 - 神奈川県議会議員に再選
- 2003年4月 - 神奈川県議会議員に三選
- 2003年11月 第43回衆議院議員総選挙に神奈川6区から出馬（無所属）し、落選
- 2005年9月 - 第44回衆議院議員総選挙に神奈川15区から出馬（民主党）し、落選
- 2009年8月 - 第45回衆議院議員総選挙に神奈川15区から出馬（民主党）し落選するが、比例南関東ブロックで復活当選
- 2012年12月 - 第46回衆議院議員総選挙に神奈川3区から出馬（民主党）し、落選
- 2014年12月 - 第47回衆議院議員総選挙に神奈川3区から出馬（民主党）し、落選
- 2017年9月 - 民進党に離党届を提出[1]。第48回衆議院議員総選挙では、神奈川3区から希望の党公認で立候補し[2]、落選。

## 政策・主張
- 選択的夫婦別姓制度の導入にどちらかといえば賛成[3]。
- 受動喫煙防止を目的に飲食店等の建物内を原則禁煙とする健康増進法改正に賛成[4]。

## 趣味・その他
- 日本ソムリエ協会（J.S.A.）認定のワインエキスパート。
- 学生時代、ヨット部に所属。

## 過去の役職
- 環境農政常任委員長
- 法務委員会理事
- 外務委員会委員
- 社会保障と税の一体改革特別委員会委員
- 倫理・選挙特別委員会委員

## 家族
- 元妻の井戸正枝との間に子供が3人いる（いずれも一般人、親権は井戸）。